# World Kickboxing Association

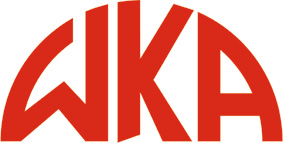
Logo WKA

World Kickboxing Association w skrócie WKA – jedna z najstarszych i największych organizacji promujących kick-boxing oraz karate w amatorskiej oraz zawodowej formie. Założona w 1976 roku przez Howarda Hansona oraz Arnolda Urquideza.

## Historia[1]
Założona w październiku 1976 roku w Stanach Zjednoczonych przez karatekę Howarda Hansona oraz Arnolda Urquideza, początkowo funkcjonowała jako organizacja non-profit.  W 1977 zorganizowano pierwsze zawody pod szyldem WKA podczas których o mistrzostwo świata wagi super lekkiej zmierzył się Amerykanin Benny Urquidez i Taj Narongnoi Kiatbandit. W 1979 usankcjonowano pojedynki kobiet.
W 1991 roku Hanson sprzedał WKA Kanadyjczykowi Dale'owi Floydowi. W latach 90. WKA posiadało już zasięg globalny i było czołową organizacją na świecie promującą kick-boxing i karate na szczeblach amatorskim i zawodowym. W 2012 prezydentem WKA został Włoch Michele Panfietti, a główna siedziba mieściła się we Włoszech, w Massie. Aktualnie stanowisko prezydenta piastuje Brytyjczyk Paul Ingram.
Przedstawicielem WKA w Polsce jest Paul Martin będący prezesem WKA Poland.
Od 1993 organizowane są coroczne mistrzostwa świata WKA.

## Formuły i style walki[5]

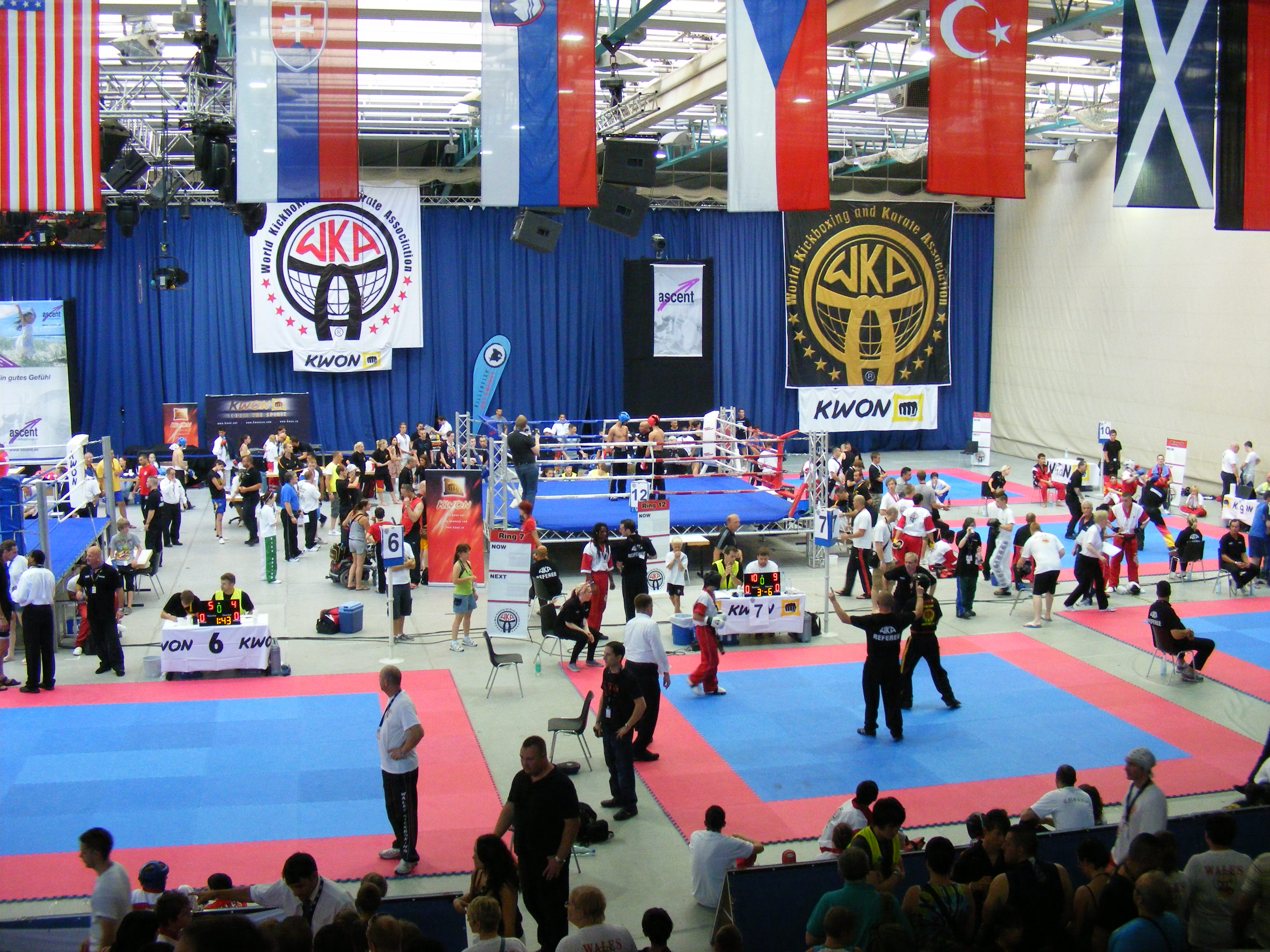
Mistrzostwa Świata WKA z 2011

- Kick-boxing (ograniczone formuły):
  - pointfighting (Semi contact)
  - light contact
  - low kick light
- Kick-boxing:
  - low kick
  - full contact
  - boks tajski (zasady IFMA oraz WKA)
  - K-1 Rules (zasady japońskiej organizacji K-1)
  - GLORY Rules (zasady organizacji GLORY)
- Karate:
  - kumite
  - pointfighting
  - samoobrona
  - kobudo
  - iaido
- Mieszane sztuki walki:
  - light contact
  - full contact
  - submission wrestling